# Oirase
Oirase (jap. おいらせ町 Oirase-chō) – miasto w Japonii, na wyspie Honsiu, w prefekturze Aomori. Według danych na rok 2020 miejscowość zamieszkiwało 24 273 mieszkańców , a gęstość zaludnienia wyniosła 337,3 os./km².